# Susanne Faschon
Susanne Faschon (Pseudonym für: Susanne Margarete Stirn-Faschon; * 3. Mai 1925 in Kaiserslautern; † 25. Oktober 1995 in Wiesbaden) war eine deutsche Schriftstellerin.

## Leben

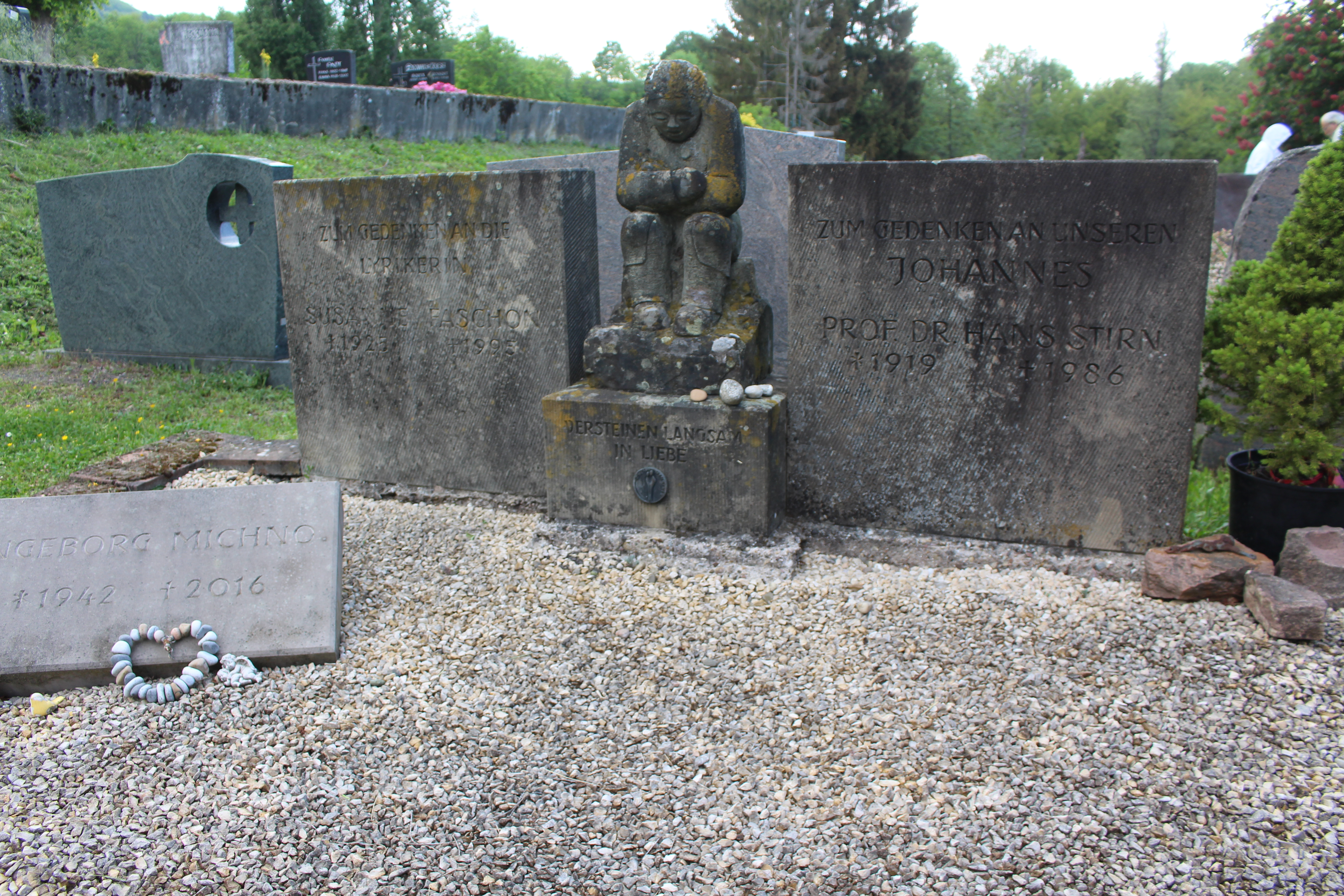
Grabstätte von Susanne Faschon und Hans Stirn, Jakobsweiler

Susanne Faschon, geb. Reuter, war Tochter eines Finanzbeamten. Sie hatte eine jüngere Schwester. Ihr Vater trat früh in die NSDAP und in die SA ein, während ihre Mutter gegen den Nationalsozialismus eingestellt war und verhinderte, dass ihre Tochter in den BDM kam. Wegen dieses innerfamiliären Konflikts wünschte sich die lesehungrige 13-Jährige Hitlers Mein Kampf zu lesen, was sie aber nicht befriedigte. Die Autorin schilderte in der Erzählung "SA-Mann Josef R.", erschienen im Buch Prinzessin Maultasch, diese Geschehnisse in Kaiserslautern.
Susanne Faschon absolvierte ihr Abitur 1944 mit Bestnoten an der 'Höheren Weiblichen Bildungsanstalt', dem späteren Burggymnasium, in Kaiserslautern, sie wurde für ihre besonderen sprachlichen Leistungen geehrt. Im Herbst des gleichen Jahres wurde ihr Elternhaus infolge eines schweren Bombenangriffs zerstört, die Familie zog um nach Franken. Nach dem Krieg fand Faschon in schwerer wirtschaftlicher Not Beschäftigung als Stenotypistin in Ramstein, danach bei der Pfälzischen Landesgewerbeanstalt in Kaiserslautern. Es folgten Stationen in Mannheim bei der Wissenschaftlichen Buchgemeinschaft, im Reiss-Museum und in der Wissenschaftlichen Stadtbibliothek. Ihre Mentorin und spätere Freundin wurde die Lyrikerin Lina Staab.
Susanne Faschon arbeitete bis 1984 als Sachbearbeiterin, später als Bibliothekarin beim Landesstudio Mainz des Südwestfunks. Sie lebte zuletzt in Hochheim am Main und in Jakobsweiler am Donnersberg. Neben ihrer beruflichen Tätigkeit war sie literarisch aktiv und verfasste erzählende Prosa, Gedichte (teilweise in Pfälzer Mundart) und Hörspiele.
Susanne Faschon war Mitglied des Literarischen Vereins der Pfalz und des Verbands Deutscher Schriftsteller, dessen Vorstand sie bis 1984 angehörte. Der Nachlass von Susanne Faschon befindet sich in der Stadtbibliothek Mainz.
Sie war dreimal verheiratet, als erstes mit dem Grabsteinbildhauer Rudolf Faschon, 1948 wurde Viola geboren. Nach ihrer Scheidung heiratete sie 1968 Carl Maria Kiesel, Maler und Direktor der Pfalzgalerie. Nach dessen Tod heiratete sie 1974 Hans Stirn, Professor für Soziologie und Betriebswirtschaft.
Mit ihrer Schwester teilte sie die Passion für das Sammeln und Ausstellen antiquarischer Puppenstuben.
1993 wurde bei ihr Darmkrebs diagnostiziert. Nichtsdestotrotz setzte sie ihr literarisches Schaffen im stärkeren Maße fort. 1995 verstarb sie in einem Wiesbadener Krankenhaus und wurde an der Seite ihres letzten Mannes auf dem Friedhof von Jakobsweiler beigesetzt.

## Werke
- Das Blumenjahr. Gedichte. Verlag Heinz Rohr, Kaiserslautern 1953.
- Kein Spiel für Träumer. Landau 1959.
- Vom Meer zu den Flüssen. 1974.
- Das Dorf der Winde. Verlag Günther Neske, Pfullingen 1976, ISBN 3-7885-0068-9.
- Korn von den Lippen. Relief Verlag, München 1976.
- Der Traum von Jakobsweiler. Geschichten vom Glück mit Johannes. Pfälzische Verlagsanstalt, Neustadt an d. Weinstraße 1980.
- Unter der Arche. Punkt im Quadrat, Kusel 1982, ISBN 3-922630-13-8.
- mit Carl Maria Kiesel: Vogelzug. Pfälzische Verlagsanstalt, Landau/Pfalz 1984, ISBN 3-87629-056-2.
- Mei Gedicht ist mei Wohret. Pfälzische Verlagsanstalt, Landau/Pfalz 1988, ISBN 3-87629-139-9.
- Die Entwicklung der Mundart von der Alltagssprache zum lyrischen Gedicht im pfälzischen Sprachraum und Vorwort, Hessen betreffend. Mainz 1990.
- Altweiwersummer. Pfälzische Verlagsanstalt, Landau/Pfalz 1994, ISBN 3-87629-264-6.
- Sommers Ende. Gedichte, mit Zeichnungen von Karl Unverzagt. Brandes & Apsel, Frankfurt am Main 1994, ISBN 3-86099-433-6.
- Prinzessin Maultasch. Verlag Franz Arbogast, Otterbach 1995, ISBN 3-87022-208-5.

## Hörspiele
- 1966: Der gewaltige Herr Kramer
- 1974: Behördenbesuch
- 1981: Der Winterkönig, im SWF

## Herausgeberschaft
- mit Wolfgang Schwarz: Prismen. Rheinland-Pfälzische und saarländische Lyrik. Jahresgabe des Literarischen Vereins der Pfalz, Landau 1961.
- Literatur aus Rheinland-Pfalz. Mainz.
  - mit Sigfrid Gauch: Bd. 1. In Sachen Literatur. 1979.
  - mit Werner Hanfgarn, Hajo Knebel, Berthold Roland: Bd. 2. Sachliteratur. 1981.
  - mit Werner Hanfgarn, Hajo Knebel, Berthold Roland: Bd. 3. Mundart. 1986.
- Das Land um den Donnersberg in alten Postkarten und Ansichten. Neustadt an d. Weinstraße 1981.
- „Die alte Stadt Moguntia kommt immer mehr zu Ehr“. Postkartenbuch, Mainz/Rhein 1986.
- Wie der Kaiser unter den Edelleuten. Nordpfälzer Lesebuch. Pfälzische Verlagsanstalt, Landau/Pfalz 1991, ISBN 3-87629-213-1.

## Susanne-Faschon-Preis
Seit 2007 wird alle zwei Jahre im Rahmen der Donnersberger Literaturtage ein Preis, der ihren Namen trägt, verliehen. Die Ausschreibung für alle Oberstufenschüler in Rheinland-Pfalz ist mit insgesamt 2000 €uro dotiert.

## Auszeichnungen
- 1944 Scheffelpreis
- 1956 Erster Preis im Mundartdichterwettstreit in Bockenheim
- 1963 Ehrengabe der Deutschen Schillerstiftung
- 1963 Förderpreis des Kunstpreises Rheinland-Pfalz
- 1965 Fördergabe des Südwestfunks
- 1967 Reisestipendium des Auswärtigen Amtes
- 1978 Pfalzpreis für Literatur
- 1985 Preis der Emichsburg für Verdienste um die pfälzische Mundart
- 1989 Lyrikpreis Gedok Rhein-Main-Taunus
- 1993 Verdienstorden des Landes Rheinland-Pfalz
- 1994 Jakob-Böshenz-Preis der Gemeinde Bockenheim an der Weinstraße für ihr Mundart-Werk
- 1994 1. Preis im Wettbewerb Wein-Lyrik in Weinstadt
- 1994 Limburgpreis der Stadt Bad Dürkheim (Prosa, 2. Platz)
- Susanne-Faschon-Straße in Kaiserslautern